# Kras (Buzet)
Kras is een plaats in de gemeente Buzet in de Kroatische provincie Istrië. De plaats telt 21 inwoners (2001).